# Diễn đàn Cải cách và Phát triển Việt Nam
Diễn đàn Cải cách và Phát triển Việt Nam (Vietnam Reform and Development Forum viết tắt là VRDF) là một sự kiện thường niên tạo cơ hội cho các nhà hoạch định chính sách, các chuyên gia và đối tác phát triển trong và ngoài nước gặp gỡ và thảo luận cởi mở và thẳng thắn về các vấn đề cải cách và phát triển của Việt Nam, tập trung vào các vấn đề nóng cần được giải quyết thông qua các giải pháp mới và sâu rộng, bền vững và lâu dài cho sự phát triển của đất nước. Các khuyến nghị chính sách cụ thể sẽ được chuyển trực tiếp đến các nhà lãnh đạo của Chính phủ và các cơ quan chính phủ.

## Các tên gọi
Diễn đàn là sự kế thừa và phát triển của Diễn đàn Phát triển Việt Nam (The Vietnam Development Forum, VDF) trước đây và còn được gọi là Diễn đàn Đối tác Phát triển Việt Nam (Vietnam Development Partnership Forum - VDPF), là một nền tảng để thảo luận giữa chính phủ Việt Nam và các cơ quan tài trợ về các chính sách phát triển kinh tế, chiến lược giảm nghèo, đánh giá hiệu quả sử dụng vốn ODA và các cam kết của nhà tài trợ..
Trước đây nữa là Hội nghị các nhà tư vấn cho Việt Nam, Hội nghị Nhóm các nhà tài trợ cho Việt Nam hoặc Hội nghị Nhóm tư vấn các nhà tài trợ dành cho Việt Nam (Donors Consultative Group Meeting gọi tắt là hội nghị CG).

## Lịch sử
Hội nghị CG tiếng Việt đầu tiên được tổ chức tại Paris vào năm 1993 và từ năm 1999 nó đã được tổ chức tại Việt Nam, đồng chủ trì bởi Bộ Kế hoạch và Đầu tư và Ngân hàng Thế giới tại Việt Nam.
Hội nghị diễn ra tại Hà Nội năm 2004, từ ngày 1-2/12/2004, dưới sự chủ trì của Bộ trưởng Bộ Kế hoạch và Đầu tư Võ Hồng Phúc và Giám đốc quốc gia của Ngân hàng Thế giới tại Việt Nam, theo ông Klaus Rohland. Đoàn Đại biểu Việt Nam do Phó Thủ tướng Vũ Khoan và Bộ trưởng Võ Hồng Phúc dẫn đầu. Phía các nhà tài trợ có đoàn của các nước Úc, Áo, Bỉ, Canada, Trung Quốc, Séc, Đan Mạch, Phần Lan, Pháp, Đức, Hungary, Ireland, Ý, Nhật Bản, Hàn Quốc, Luxembourg, Hà Lan, New Zealand, Na Uy, Nga, Singapore, Tây Ban Nha, Thuỵ Điển, Thuỵ Sỹ, Thái Lan, Anh Quốc, Hoa Kỳ, liên minh châu Âu. Các tổ chức phát triển đa phương tham gia Hội nghị gồm: Ngân hàng Phát triển Châu Á, Quỹ Tiền tệ Quốc tế, Chương trình Phát triển Liên Hợp Quốc.
Vào ngày 5 tháng 12 năm 2018, Diễn đàn Cải cách và Phát triển Việt Nam 2018 đã được tổ chức tại Hà Nội với chủ đề "Tầm nhìn mới, động lực tăng trưởng kinh tế mới trong kỷ nguyên mới".

## Hoạt động

### Hội nghị CG
Hai cuộc họp được tổ chức mỗi năm: một cuộc họp không chính thức vào tháng Sáu, thường được tổ chức bên ngoài Hà Nội để kết hợp nó với một chuyến thăm thực địa, và một cuộc họp chính thức trong tháng 12 được tổ chức tại Hà Nội. Diễn đàn được đồng chủ trì bởi Bộ trưởng Nguyễn Chí Dzung của Bộ Kế hoạch và Đầu tư (MPI) và ông Ousmane Dione, Giám đốc Ngân hàng Thế giới tại Việt Nam.
Nội dung chủ yếu của Hội nghị CG gồm 3 vấn đề chính:
1. Những thành tựu, thách thức và tiền đề cho phát triển kinh tế-xã hội thời kỳ 2006-2010;
2. Tăng cường khả năng cạnh tranh và hội nhập của Việt Nam vào nền kinh tế toàn cầu
3. Nâng cao hơn nữa hiệu quả viện trợ, hướng tới Diễn đàn cấp cao lần thứ 2 về hài hòa thủ tục ODA sẽ được tổ chức vào tháng 3/2005 tại Pháp

### Sự thay đổi
Định dạng CG trước đây, được thiết kế 20 năm trước, chủ yếu phục vụ như một nền tảng để huy động các nguồn lực Hỗ trợ Phát triển Chính thức (ODA) và thường công bố con số cam kết tài trợ ODA của các nhà tài trợ cho Việt Nam. Tuy nhiên, tại Hội nghị CG 2012 được tổ chức vào ngày 10/12/2012, chức năng này của CG đã không còn phù hợp vì hầu hết các đối tác phát triển đã thiết lập các cuộc thảo luận ODA song phương của riêng họ nên sẽ có nhiều thay đổi, trong đó sẽ không còn phần công bố trên. Diễn đàn mới đã trở thành một sự kiện thường niên, là cơ hội, nền tảng và là quá trình hỗ trợ để các bên cùng nhau đối thoại giữa Chính phủ và các đối tác về chính sách cấp cao, trên tinh thần hợp tác và xây dựng sự đồng thuận nhằm tạo ra các cam kết giữa các bên liên quan đối với các ưu tiên cải cách và phát triển của Chính phủ trong quá trình phát triển Việt Nam. 3 lý do chính của sự thay đổi này là
1. Sau 20 năm duy trì mở rộng sự hợp tác, Việt Nam và các nhà tài trợ bắt đầu bước vào giai đoạn mới trong quan hệ hợp tác phát triển, đó là giai đoạn có nhiều thách thức phải đối mặt, mà chủ yếu nhất là dễ ngủ quên trên thành tựu để sa vào bẫy thu nhập trung bình.
2. Nền kinh tế thế giới hiện đã ổn định hơn những năm trước, nhưng quá trình phục hồi hết sức chậm chạp. Do đó, việc tăng cường năng lực cạnh tranh, trong đó có cải thiện môi trường kinh doanh, cải cách cơ cấu kinh tế còn quan trọng hơn là tập trung nỗ lực vào thu hút nguồn vốn.
3. Trên thế giới có những thay đổi về chính sách và cơ cấu viện trợ theo hướng giảm dần viện trợ không hoàn lại và các khoản vay ODA; trong khi đó, Việt Nam có nhu cầu rất lớn về quản lý nguồn vốn ODA một cách hiệu quả trên cơ sở xem xét tổng thể với các nguồn tài chính phát triển khác.

Vì vậy, tại cuộc họp CG vào tháng 12 năm 2012, những người tham gia đã nhất trí về sự phát triển của CG thành Diễn đàn Đối tác Phát triển Việt Nam (Vietnam Development Partnership Forum - VDPF), với mục đích hỗ trợ đối thoại mở rộng về các lĩnh vực cùng quan tâm nhằm thúc đẩy phát triển kinh tế xã hội trên diện rộng và cải thiện phúc lợi cho tất cả người Việt Nam. Không phải từ nay Việt Nam không cần sự hỗ trợ vốn ODA hay các khoản viện trợ không hoàn lại của các đối tác nước ngoài nữa, điều này chỉ có nghĩa là, trong quan hệ hợp tác phát triển, từ nay Việt Nam không còn là quốc gia nhận viện trợ nữa mà đã trở thành một đối tác phát triển của cộng đồng quốc tế.

### VDPF
Diễn đàn Đối tác Phát triển Việt Nam (VDPF) là một diễn đàn đối thoại chính sách cấp cao có tính thực chất hơn, hướng tới hành động và đối tượng bao phủ hơn.
Diễn đàn tạo điều kiện thảo luận chính sách giữa Chính phủ Việt Nam, các nhà tài trợ, khu vực tư nhân, các tổ chức xã hội dân sự quốc tế và trong nước, các viện nghiên cứu trong nước và các tác nhân phát triển khác nhằm tăng cường phát triển kinh tế - xã hội toàn diện và cải thiện đời sống cho mọi người Việt Nam.
Chủ đề bao trùm của Diễn đàn cho giai đoạn 2013 – 2015 là "Tạo quan hệ đối tác mới hướng tới tăng trưởng cạnh tranh, toàn diện và bền vững".

### VRDF
Thay vì đối thoại giữa Chính phủ Việt Nam và các đối tác phát triển như trước, tại VRDF 2018, không chỉ các đối tác phát triển mà cả các đại diện từ khu vực tư nhân, học giả, nhà nghiên cứu, truyền thông, v.v. đã cùng nhau học hỏi lẫn nhau, để chia sẻ kiến thức và kinh nghiệm của họ, để trình bày các nghiên cứu, ý tưởng và khuyến nghị của họ cho Chính phủ.

## So sánh
|                      | Hội nghị CG                           | Diễn đàn Đối tác Phát triển Việt Nam |
| -------------------- | ------------------------------------- | --- |
| Bối cảnh             | Việt Nam cần nhiều vốn                | Việt Nam có nhu cầu về quản lý vốn ODA và các khoản viện trợ khác sao cho có hiệu quả |
| Nội dung             | Nội dung thảo luận và cam kết vốn ODA | Ngược lại, tập trung đối thoại thực chất hơn và sâu sắc hơn về ưu tiên phát triển cũng như thách thức trong việc hoạch định và thực hiện chính sách phát triển kinh tế xã hội của Việt Nam                                    |
| Mục tiêu lớn nhất    | Con số tỷ USD được tài trợ            | Tìm ra được giải pháp để giải quyết những thách thức mới đặt ra |
| Vai trò              | Là nơi huy động vốn                   | Là đối thoại |
| Vai trò của Việt Nam | Thụ động, nhận viện trợ               | Chủ động, thông qua đối thoại chuyên sâu để tăng cường mối quan hệ đối tác, từ đó tìm ra các phương thức hành động cụ thể và nguồn tài chính nhằm giúp Việt Nam thành công với tư cách là một nước có mức thu nhập trung bình |

## Cam kết của các bên
Tại Diễn đàn Cấp cao về Hiệu quả viện trợ (High level forums on aid effectiveness) lần thứ 7 (7th Aid Effectiveness Forum - AEF 7) năm 2012, Việt Nam đã làm việc với các đối tác phát triển, các tổ chức xã hội nhân dân và khu vực tư nhân để xây dựng Văn kiện Đối tác Việt Nam (Vietnam Partnership Document - VPD).
- Về phía Việt Nam, văn kiện này hướng dẫn các hoạt động hiệu quả viện trợ cho Việt Nam đến năm 2015. Cụ thể, Chính phủ Việt Nam cam kết lãnh đạo việc thực hiện kế hoạch phát triển kinh tế - xã hội 5 năm 2011 - 2015 dựa trên các chính sách phát triển được xây dựng đầy đủ và các thể chế được tăng cường, bao gồm phát triển năng lực ở cấp quốc gia và cấp địa phương để đạt được các mục tiêu phát triển 5 năm một cách có hiệu quả. Đồng thời cải thiện hệ thống kế hoạch và ngân sách của Chính phủ để phản ánh tốt hơn nguồn vốn ODA và các khoản vay ưu đãi vào Ngân sách Nhà nước.
- Về phía các đối tác, đã cam kết hỗ trợ Chính phủ trong việc lập kế hoạch và ngân sách hàng năm thông qua việc cung cấp kế hoạch giải ngân vốn ODA và các khoản vay ưu đãi định kỳ hàng năm một cách chính xác, đúng hạn và cung cấp các kế hoạch chi tiêu viện trợ định hướng (các cam kết trung hạn) để hỗ trợ Chính phủ xây dựng các kế hoạch đầu tư công trung hạn.

## Thành viên

### VRDF 2018
Diễn đàn được đồng chủ trì bởi Bộ trưởng Nguyễn Chí Dũng của Bộ Kế hoạch và Đầu tư (MPI) và ông Ousmane Dione, Giám đốc Ngân hàng Thế giới tại Việt Nam. Thủ tướng Nguyễn Xuân Phúc đã tham dự và có bài phát biểu quan trọng. Từ các bộ, ngành, các thành viên tham gia có Phó Thống đốc Nguyễn Thị Hồng của Ngân hàng Nhà nước Việt Nam. Ngoài ra, VRDF 2018 còn có sự tham dự của hơn 500 đại diện đến từ các đại sứ quán, cơ quan ngoại giao tại Việt Nam; đại diện chính của các đối tác phát triển, các tổ chức quốc tế, các tổ chức phi chính phủ quốc tế tại Việt Nam; đại diện các viện nghiên cứu khác nhau, các chuyên gia kinh tế hàng đầu từ cả Việt Nam và nước ngoài; đại diện các hiệp hội doanh nghiệp và nhà đầu tư; và gần 100 phóng viên quốc tế và Việt Nam.

### VDF 2017
Bốn đại diện của NGO quốc tế (International non-governmental organization - INGOs) được mời tham dự cuộc họp; họ được mời làm quan sát viên và chia sẻ một chỗ ngồi tại bàn họp. Họ thường phân chia các phiên họp giữa họ và, như với những người tham gia khác, có cơ hội để đưa ra một nhận xét trong mỗi phiên. Một tuyên bố chung của INGOs được công bố cho mỗi cuộc họp VDPF vào tháng 12, được chuẩn bị bởi bốn đại diện của INGO và Trung tâm Tài nguyên VUFO-NGO (VUFO-NGO Resource Centre) sau khi tham khảo ý kiến với các thành viên INGO của trung tâm. Bản báo cáo được phân phát bằng tiếng Anh và tiếng Việt cho tất cả những người tham gia VDPF trong đó gồm các tuyên bố gần đây nhất có sẵn theo yêu cầu.
Bốn đại diện của INGO tham dự cuộc họp Diễn đàn Phát triển Việt Nam được bầu, với nhiệm kỳ hai năm, bởi các tổ chức thành viên của Trung tâm Tài nguyên VUFO-NGO. Tính đến tháng 10 năm 2017, các đại diện là:
- Nguyễn Thị Bích Hằng, đại diện quốc gia, Đại diện Quốc gia, Trưởng Đại diện của Marie Stopes Việt Nam[8]
- Hoàng Phương Thảo, Giám đốc Quốc gia, Trưởng Đại diện Tổ chức ActionAid Quốc tế tại Việt Nam[9]
- Michael R. DiGregorio, Country Representative, The Asia Foundation Vietnam[10]
- Eva-Maria Jongen, Director, Bread for the World in Vietnam and Laos

Đồng giám đốc điều hành của Trung tâm tài nguyên VUFO-NGO, Marko Lovrekovic, giữ chức vụ Trưởng đoàn INGO tại các cuộc họp của Diễn đàn phát triển Việt Nam.
Ngoài ra một báo cáo hàng năm về hoạt động của các nhóm làm việc được lưu trữ bởi Trung tâm Tài nguyên, Quan hệ đối tác NGO quốc tế vì sự phát triển (International NGO Partnerships for Development), cũng bằng tiếng Anh và tiếng Việt, được cung cấp tại cuộc họp Diễn đàn Phát triển Việt Nam.

## Vai trò
Cùng với sự nỗ lực của Việt Nam, cơ chế hợp tác thông qua CG đã đóng góp đáng kể vào công cuộc xóa đói giảm nghèo, thúc đẩy cải cách thể chế và cơ cấu kinh tế, tăng cường năng lực tham gia vào chuỗi giá trị toàn cầu của Việt Nam.